# Back To Da Oldschool
Back To Da Oldschool – jedenasty album studyjny polskiego rapera Karramby. Wydawnictwo ukazało się 25 marca 2016 roku nakładem wytwórni Fonografika.

## Lista utworów
Opracowano na podstawie materiału źródłowego.
1. „Intro” – 0:41
2. „Szkoła Szacunku” (gościnnie: KaRRoLa) – 3:40
3. „Nienawidzę!” (gościnnie: EN!DO) – 4:27
4. „Chcę Być Dzieckiem” (gościnnie: Sylwia) – 3:22
5. „Na Dnie Piekła” – 3:47
6. „Gangster?” (gościnnie: Detergent) – 1:20
7. „Nie Dla Was, Leszcze!” (gościnnie: KaRRoLa) – 3:24
8. „Respekt!” – 4:55
9. „Pocałuj Mnie W Dupę / Just Wear RMX” – 5:14
10. „Vatos Locos Klan” – 5:01
11. „KaRRamBa Rap / Hard Mix” (gościnnie: 4Real) – 4:54
12. „Ile Kosztujesz? / Oldschool Remix” (gościnnie: 4Real) – 4:49
13. „Mój Styl / Natural Born Wordz Mix” – 4:40
14. „Los Vatos Locos / Hard Mix” – 4:34
15. „1,2,3... Przegrasz Ty!” – 1:45
16. „Gówno O Mnie Wiesz!” (gościnnie: Piotr Zander) – 4:30
17. „Miky” – 3:30
18. „A Gdzie Była Policja?” – 4:17
19. „Ile Kosztujesz?” (gościnnie: Brillian, Domi) – 3:27